# Nederlanders in het Bulgaarse voetbal
Nederlanders in het Bulgaarse voetbal geeft een overzicht van Nederlanders die een contract hebben (gehad) bij Bulgaarse voetbalclubs.

## Voetballers
| Naam                | Club                     | Van  | Tot   | Opmerkingen |
| ------------------- | ------------------------ | ---- | ----- | ----------- |
| Thijs Sluijter      | Liteks Lovetsj           | 2007 | 2008  |             |
| Quido Lanzaat       | CSKA Sofia               | 2007 | 2008  |             |
| Gregory Nelson      | CSKA Sofia               | 2010 | 2012  |             |
| Serginho Greene     | Levski Sofia             | 2010 | 2012  |             |
| Dustley Mulder      | Levski Sofia             | 2010 | 2014  |             |
| Andwelé Slory       | CSKA Sofia               | 2010 | 2011  |             |
| Sjoerd Ars          | Levski Sofia             | 2011 | 2013  |             |
| Karim Mossaoui      | Etar 1924 Veliko Tarnovo | 2011 | 2012  |             |
| Patrick Samba       | Etar 1924 Veliko Tarnovo | 2011 | 2012  |             |
| Civard Sprockel     | CSKA Sofia               | 2012 | 2013  |             |
| Civard Sprockel     | Botev Plovdiv            | 2013 | 2014  |             |
| Mitchell Burgzorg   | PFK Ludogorets           | 2012 | 2014  |             |
| Mitchell Burgzorg   | Slavia Sofia             | 2014 | 2015  |             |
| Virgil Misidjan     | PFK Ludogorets           | 2013 | heden |             |
| Marc Klok           | Tsjerno More Varna       | 2014 | 2016  |             |
| Jeroen Lumu         | PFK Ludogorets           | 2013 | 2014  |             |
| Romario Kortzorg    | Botev Plovdiv            | 2013 | 2014  |             |
| Ilias Haddad        | CSKA Sofia               | 2011 | 2012  |             |
| Cendrino Misidjan   | CSKA Sofia               | 2014 | 2015  |             |
| Ingmar Maayen       | Etar 1924 Veliko Tarnovo | 2013 | 2013  |             |
| Jerson Anes Ribeiro | Etar 1924 Veliko Tarnovo | 2013 | 2013  |             |
| Patrick Samba       | Etar 1924 Veliko Tarnovo | 2011 | 2012  |             |
| Jasar Takak         | Etar 1924 Veliko Tarnovo | 2012 | 2013  |             |
| Luís Pedro          | Botev Plovdiv            | 2013 | 2014  |             |
| Luís Pedro          | Levski Sofia             | 2014 | 2015  |             |
| Jerson Cabral       | Levski Sofia             | 2017 | 2019  |             |

## Overige functies
| Naam      | Club           | Van  | Tot  | Opmerkingen       |
| --------- | -------------- | ---- | ---- | ----------------- |
| Jan Derks | Levski Sofia   | 200? | 200? | hoofd opleidingen |
| Jan Derks | Liteks Lovetsj | 200? | 200? | hoofd opleidingen |

Voetbalbonden ·
Albanië ·
Angola ·
Armenië ·
Australië ·
Azerbeidzjan ·
Bahrein ·
België ·
Bhutan ·
Bulgarije ·
Canada ·
China ·
Congo-Kinshasa · 
Cyprus ·
Denemarken ·
Duitsland ·
Egypte ·
Engeland ·
Estland ·
Ethiopië ·
Faeröer ·
Filipijnen ·
Finland ·
Frankrijk ·
Georgië ·
Ghana ·
Griekenland ·
Hongarije ·
Hongkong ·
Ierland ·
IJsland ·
Indonesië ·
Iran ·
Israël ·
Italië ·
Japan ·
Kazachstan ·
Koeweit ·
Litouwen ·
 Luxemburg ·
Maleisië ·
Malta ·
Marokko ·
Mexico ·
Namibië ·
Nieuw-Zeeland ·
Noorwegen ·
Oekraïne ·
Oezbekistan ·
Oostenrijk ·
Polen ·
Portugal ·
Qatar ·
Roemenië ·
Rusland ·
Rwanda ·
Saoedi-Arabië ·
Schotland ·
Singapore ·
Slovenië ·
Slowakije ·
Spanje ·
Tanzania ·
Turkije ·
Tuvalu ·
VAE ·
Venezuela ·
Verenigde Staten ·
Vietnam ·
Zimbabwe ·
Zuid-Afrika ·
Zuid-Korea ·
Zweden ·
Zwitserland